# František Mysliveček
František Mysliveček, né le 19 juin 1965, est un footballeur tchèque.